# الحبيل (السبرة)

تعديل مصدري - تعديل

الحبيل هي إحدى قرى عزلة بلادالجماعي بمديرية السبرة التابعة لمحافظة إب، بلغ تعداد سكانها 172 نسمة حسب تعداد اليمن لعام 2004.